# Francesco Lucca
Pour les articles homonymes, voir Lucca.
Francesco Lucca (né le 21 décembre 1802 à Crémone et mort le 20 novembre 1872 à Milan) est un éditeur italien d'ouvrages musicaux.

## Biographie
Francesco Lucca naît à Crémone le 21 décembre 1802 de parents milanais, Domenico Lucca et Paola Albrisi. Il est engagé très jeune en qualité de deuxième clarinette à l'orchestre du Teatro alla Scala et joue également dans d'autres théâtres comme celui de la Canobbiana.
Parallèlement, il débute, à l'âge de quatorze ans, l'apprentissage du métier de graveur auprès de la Casa Ricordi. Après une formation complémentaire dans le domaine de l'édition musicale en Allemagne, Francesco fonde sa propre maison d'édition, la Casa musicale Lucca, en 1825 à Milan.
Il épouse en 1832 Giovannina Strazza qui deviendra son associée. Francesco Lucca meurt le 20 novembre 1872 à Milan.